# Millmeece
Millmeece – przysiółek w Anglii, w Staffordshire. Leży 13 km od miasta Stoke-on-Trent, 13,3 km od miasta Stafford i 213,1 km od Londynu. W latach 1870–1872 miejscowość liczyła 114 mieszkańców. Mill Meece jest wspomniana w Domesday Book (1086) jako Mess.